# El Saltito, delstaten Mexiko
El Saltito är en ort i Mexiko, tillhörande kommunen San Martín de las Pirámides i delstaten Mexiko. El Saltito ligger i den centrala delen av landet och tillhör Mexico Citys storstadsområde. Orten hade 466 invånare vid folkmätningen 2010.